# Усмынский район
Усмынский район (в 1945—1949 — Прихабский район) — административно-территориальная единица в составе Ленинградской, Западной, Великолукской и Псковской областей РСФСР, существовавшая в 1927—1930 и 1945—1959 годах.

## Район в 1927—1930 годах
Усмынский район в составе Великолукского округа Ленинградской области был образован в 1927 году. В район вошли сельсоветы: Барановский, Белавинский, Ереминский, Комасинский, Крестовский, Пухновский, Усмынский, Фоминский.
В 1929 году Великолукский округ был передан в Западную область.
В 1930 году в результате ликвидации окружного деления Усмынский район перешёл в прямое подчинение Ленинградской области. В том же году район был упразднён. При этом Барановский и Белавинский с/с были переданы в Усвятский район, а остальные — в Велижский район.

## Район в 1945—1959 годах
Вторично Усмынский район (под названием Прихабский) в составе Великолукской области был образован в 1945 году. В район вошли Барановский, Белавинский, Ереминский, Комасинский, Хребтовский, Пухновский, Усмынский, Фоминский с/с Усвятского района и Краснососенский, Подворский, Крестоский с/с Куньинского района.
В 1949 году район был переименован в Усмынский.
В 1954 году Барановский с/с был присоединён к Белавинскому, Комасинский — К Ереминскому, Хребтовский — к Пухновскому.
В 1957 году район вошёл в состав Псковской области.
В 1958 году Усмынский район был упразднён, а его территория присоединена к Куньинскому району.